# Szigetújfalu
Szigetújfalu es un pueblo húngaro perteneciente al distrito de Ráckeve, condado de Pest.

## Superficie
Cuenta con una superficie de 10,83 km².

## Demografía
Hasta 2024 la población era de 2167 habitantes, con una densidad de población de 200,09 hab/km².
| Gráfica de evolución demográfica de Szigetújfalu entre 2020 y 2024 |
|                                                                    |
| Datos según la Oficina Central de Estadística de Hungría.          |